# Leo Crowe
Leo Jerome Crowe (Lafayette, 12 aprile 1912 – Newport, 24 aprile 1966) è stato un cestista statunitense, professionista nella NBL.

## Carriera
Giocò per una stagione nella NBL, disputando 12 partite con 6,2 punti di media.